# Eric Burdon/Diskografie
Diese Diskografie ist eine Übersicht über die musikalischen Werke des britischen Musikers Eric Burdon einschließlich seiner Zusammenarbeit mit den Animals. Den Schallplattenauszeichnungen zufolge hat er bisher mehr als 3,1 Millionen Tonträger verkauft, davon alleine in seiner Heimat über 1,4 Millionen. Seine erfolgreichste Veröffentlichung ist die Single The House of the Rising Sun mit über 1,4 Millionen verkauften Einheiten.

## Alben

### Studioalben
| Jahr                      | Titel                                | Höchstplatzierung, Gesamtwochen, AuszeichnungChartplatzierungen (Jahr, Titel, Platzierungen, Wochen, Auszeichnungen, Anmerkungen) | Höchstplatzierung, Gesamtwochen, AuszeichnungChartplatzierungen (Jahr, Titel, Platzierungen, Wochen, Auszeichnungen, Anmerkungen) | Höchstplatzierung, Gesamtwochen, AuszeichnungChartplatzierungen (Jahr, Titel, Platzierungen, Wochen, Auszeichnungen, Anmerkungen) | Anmerkungen                              |
| Jahr                      | Titel                                | DE | UK | US | Anmerkungen                              |
| ------------------------- | ------------------------------------ | --- | --- | --- | ---------------------------------------- |
| The Animals               |                                      | | | |                                          |
|                           |                                      | | | |                                          |
| 1964                      | The Animals                          | — | UK6 (20 Wo.)UK | — | Erstveröffentlichung: 21. September 1964 |
| 1964                      | The Animals                          | — | — | US7 (27 Wo.)US | US-Album                                 |
| 1965                      | The Animals on Tour                  | — | — | US99 (9 Wo.)US | Erstveröffentlichung: Februar 1965       |
| 1965                      | Animal Tracks                        | — | UK6 (26 Wo.)UK | US57 (25 Wo.)US | Erstveröffentlichung: 19. Mai 1965       |
| 1966                      | Animalization                        | — | — | US20 (30 Wo.)US | Erstveröffentlichung: 17. Juni 1966      |
| 1966                      | Animalism                            | — | UK4 (17 Wo.)UK | US33 (22 Wo.)US | Erstveröffentlichung: 21. November 1966  |
| Eric Burdon & the Animals |                                      | | | |                                          |
|                           |                                      | | | |                                          |
| 1967                      | Eric Is Here                         | — | — | US121 (13 Wo.)US | Erstveröffentlichung: März 1967          |
| 1967                      | Winds of Change                      | — | — | US42 (20 Wo.)US | Erstveröffentlichung: 27. September 1967 |
| 1968                      | The Twain Shall Meet                 | — | — | US79 (29 Wo.)US | Erstveröffentlichung: März 1968          |
| 1968                      | Every One of Us                      | — | — | US152 (8 Wo.)US | August 1968                              |
| 1968                      | Love Is                              | — | — | US123 (10 Wo.)US | Erstveröffentlichung: 6. Dezember 1968   |
| 1977                      | Before We Were So Rudely Interrupted | — | — | US70 (11 Wo.)US | Erstveröffentlichung: 26. August 1977    |
| 1983                      | Ark                                  | — | — | US66 (10 Wo.)US | Erstveröffentlichung: 9. August 1983     |
| The Eric Burdon Band      |                                      | | | |                                          |
|                           |                                      | | | |                                          |
| 1974                      | Sun Secrets                          | — | — | US51 (16 Wo.)US |                                          |
| 1975                      | Stop                                 | — | — | US171 (5 Wo.)US |                                          |
| Eric Burdon               |                                      | | | |                                          |
|                           |                                      | | | |                                          |
| 2004                      | My Secret Life                       | DE93 (1 Wo.)DE | — | — |                                          |
| 2006                      | Soul of a Man                        | DE43 (4 Wo.)DE | — | — |                                          |
| 2013                      | ’Til Your River Runs Dry             | DE57 (1 Wo.)DE | — | — |                                          |

Weitere Studioalben
- 1971: Guilty! (Eric Burdon & Jimmy Witherspoon)
- 1977: Survivor (Eric Burdon)
- 1980: Darkness Darkness (Eric Burdon)
- 1980: The Last Drive (Eric Burdon)
- 1982: Comeback (The Eric Burdon Band)
- 1983: Power Company (Eric Burdon)
- 1988: I Used To Be An Animal (Eric Burdon)
- 1995: Lost Within the Halls of Fame (Eric Burdon)
- 2008: Mirage (Eric Burdon)
- 2012: Eric Burdon & the Greenhornes (Eric Burdon & the Greenhornes)[3]
- 2023: Accentuate The Positive[4]

### Livealben
| Jahr        | Titel                                              | Höchstplatzierung, Gesamtwochen, AuszeichnungChartplatzierungen (Jahr, Titel, Platzierungen, Wochen, Auszeichnungen, Anmerkungen) | Höchstplatzierung, Gesamtwochen, AuszeichnungChartplatzierungen (Jahr, Titel, Platzierungen, Wochen, Auszeichnungen, Anmerkungen) | Höchstplatzierung, Gesamtwochen, AuszeichnungChartplatzierungen (Jahr, Titel, Platzierungen, Wochen, Auszeichnungen, Anmerkungen) | Anmerkungen                |
| Jahr        | Titel                                              | DE | UK | US | Anmerkungen                |
| ----------- | -------------------------------------------------- | --- | --- | --- | -------------------------- |
| The Animals |                                                    | | | |                            |
|             |                                                    | | | |                            |
| 1984        | Rip It to Shreds – The Animals Greatest Hits Live! | — | — | US193 (4 Wo.)US | aufgenommen 1983 in London |

### Kompilationen
| Jahr                      | Titel                                                   | Höchstplatzierung, Gesamtwochen, AuszeichnungChartplatzierungen (Jahr, Titel, Platzierungen, Wochen, Auszeichnungen, Anmerkungen) | Höchstplatzierung, Gesamtwochen, AuszeichnungChartplatzierungen (Jahr, Titel, Platzierungen, Wochen, Auszeichnungen, Anmerkungen) | Höchstplatzierung, Gesamtwochen, AuszeichnungChartplatzierungen (Jahr, Titel, Platzierungen, Wochen, Auszeichnungen, Anmerkungen) | Anmerkungen                                                   |
| Jahr                      | Titel                                                   | DE | UK | US | Anmerkungen                                                   |
| ------------------------- | ------------------------------------------------------- | --- | --- | --- | ------------------------------------------------------------- |
| The Animals               |                                                         | | | |                                                               |
|                           |                                                         | | | |                                                               |
| 1966                      | The Best of the Animals                                 | — | UK— SilberUK | US6 Gold · (113 Wo.)US |                                                               |
| 1966                      | The Most of the Animals                                 | — | UK4 Gold · (23 Wo.)UK | — | 1971 wiederveröffentlicht (Platz 18)                          |
| 1973                      | Best of the Animals                                     | — | — | US188 (2 Wo.)US |                                                               |
| Eric Burdon & the Animals |                                                         | | | |                                                               |
|                           |                                                         | | | |                                                               |
| 1967                      | The Best of Eric Burdon and the Animals, Vol. II        | — | — | US71 (24 Wo.)US |                                                               |
| 1969                      | The Greatest Hits of Eric Burdon and the Animals        | — | — | US153 (6 Wo.)US |                                                               |
| 1988                      | Good Times – The Very Best of Eric Burdon & the Animals | DE36 (6 Wo.)DE | UK93 (1 Wo.)UK | — | in UK erst 2000 aufgrund von Wiederveröffentlichung platziert |
| 2020                      | When I Was Young – The MCA Recordings 1967-1968         | DE76 (1 Wo.)DE | — | — |                                                               |
| Eric Burdon               |                                                         | | | |                                                               |
|                           |                                                         | | | |                                                               |
| 1971                      | Starportrait                                            | DE36 (8 Wo.)DE | — | — | Doppelalbum                                                   |

Weitere Livealben und Kompilationen
- 1965: In the Beginning (The Animals, Livealbum)
- 1971: Guilty! (Eric Burdon & Jimmy Witherspoon)
- 1977: Survivor
- 1980: Darkness, Darkness
- 1980: Last Drive (Eric Burdon’s Fire Dept.)
- 1982: Comeback (Soundtrack-LP mit zehn Titeln, 1994 als The Comeback Soundtrack mit 27 Titeln neu aufgelegt)
- 1983: Power Company
- 1988: I Used to Be an Animal
- 1988: Wicked Man
- 1993: Access All Areas (mit der Brian Auger Band, Livealbum)
- 1995: Lost Within the Halls of Fame
- 1998: Live at the Roxy
- 1999: American Dream
- 2000: The Best of (UK: Silber)
- 2002: Live in Seattle 2002
- 2005: Athens Traffic Live (Livealbum)

## Singles
| Jahr                      | Titel Album                                                      | Höchstplatzierung, Gesamtwochen/‑monate, AuszeichnungChartplatzierungen (Jahr, Titel, Album, Platzierungen, Wochen/Monate, Auszeichnungen, Anmerkungen) | Höchstplatzierung, Gesamtwochen/‑monate, AuszeichnungChartplatzierungen (Jahr, Titel, Album, Platzierungen, Wochen/Monate, Auszeichnungen, Anmerkungen) | Höchstplatzierung, Gesamtwochen/‑monate, AuszeichnungChartplatzierungen (Jahr, Titel, Album, Platzierungen, Wochen/Monate, Auszeichnungen, Anmerkungen) | Höchstplatzierung, Gesamtwochen/‑monate, AuszeichnungChartplatzierungen (Jahr, Titel, Album, Platzierungen, Wochen/Monate, Auszeichnungen, Anmerkungen) | Anmerkungen |
| Jahr                      | Titel Album                                                      | DE | AT | UK | US | Anmerkungen |
| ------------------------- | ---------------------------------------------------------------- | --- | --- | --- | --- | --- |
| The Animals               |                                                                  | | | | | |
|                           |                                                                  | | | | | |
| 1964                      | Baby Let Me Take You Home –                                      | — | — | UK21 (8 Wo.)UK | — | Erstveröffentlichung: 27. März 1964 |
| 1964                      | The House of the Rising Sun –                                    | DE9 (5 Mt.)DE | — | UK1 ×2Doppelplatin · (29 Wo.)UK | US1 (11 Wo.)US | Erstveröffentlichung: 19. Juni 1964 Grammy Hall of Fame, Rock and Roll Hall of Fame, Platz 122 der Rolling-Stone-500 in UK dreimal wiederveröffentlicht: 1972 Platz 25, 1982 Platz 11, 2012 Platz 98 |
| 1964                      | Gonna Send You Back to Walker (Gonna Send You Back to Georgia) – | — | — | — | US57 (3 Wo.)US | |
| 1964                      | I’m Crying –                                                     | — | — | UK8 (10 Wo.)UK | US19 (9 Wo.)US | |
| 1964                      | Boom Boom –                                                      | — | — | — | US43 (7 Wo.)US | Erstveröffentlichung: November 1964 |
| 1965                      | Don’t Let Me Be Misunderstood –                                  | — | — | UK3 (9 Wo.)UK | US15 (10 Wo.)US | Erstveröffentlichung: 29. Januar 1965 Platz 315 der Rolling-Stone-500 |
| 1965                      | Bring It On Home to Me –                                         | — | — | UK7 (11 Wo.)UK | US32 (6 Wo.)US | Erstveröffentlichung: 9. April 1965 |
| 1965                      | We’ve Gotta Get Out of This Place –                              | DE31 (1 Mt.)DE | — | UK2 (14 Wo.)UK | US13 (11 Wo.)US | Erstveröffentlichung: 16. Juli 1965 Rock and Roll Hall of Fame Platz 233 der Rolling-Stone-500 1990 in UK wiederveröffentlicht (Platz 85)                                                            |
| 1965                      | It’s My Life –                                                   | — | — | UK7 (11 Wo.)UK | US23 (12 Wo.)US | Erstveröffentlichung: 22. Oktober 1965 |
| 1966                      | Inside – Looking Out –                                           | DE39 (½ Mt.)DE | — | UK12 (8 Wo.)UK | US34 (7 Wo.)US | Erstveröffentlichung: 11. Februar 1966 |
| 1966                      | Don’t Bring Me Down –                                            | DE17 (1½ Mt.)DE | — | UK6 (8 Wo.)UK | US12 (10 Wo.)US | Erstveröffentlichung: Mai 1966 |
| 1966                      | See See Rider –                                                  | — | — | — | US10 (10 Wo.)US | Erstveröffentlichung: September 1966 Original: See See Rider Blues von Ma Rainey (1925) |
| Eric Burdon & the Animals |                                                                  | | | | | |
|                           |                                                                  | | | | | |
| 1966                      | Help Me Girl –                                                   | — | — | UK14 (9 Wo.)UK | US29 (9 Wo.)US | Erstveröffentlichung: 14. Oktober 1966 |
| 1967                      | When I Was Young –                                               | DE31 (1 Mt.)DE | — | UK45 (3 Wo.)UK | US15 (9 Wo.)US | Erstveröffentlichung: März 1967 |
| 1967                      | San Franciscan Nights –                                          | DE20 (2½ Mt.)DE | — | UK7 (10 Wo.)UK | US9 (10 Wo.)US | Erstveröffentlichung: Juli 1967 |
| 1967                      | Good Times –                                                     | DE53 (5 Wo.)DE | — | UK20 (11 Wo.)UK | — | Erstveröffentlichung: 18. August 1967 Charteinstieg Deutschland: 1988 |
| 1967                      | Monterey –                                                       | — | — | — | US15 (9 Wo.)US | Erstveröffentlichung: Dezember 1967 Lied über das Monterey Pop Festival |
| 1968                      | Sky Pilot (Part One) –                                           | — | — | UK40 (3 Wo.)UK | US14 (14 Wo.)US | Erstveröffentlichung: 26. Januar 1968 |
| 1968                      | Anything –                                                       | — | — | — | US80 (4 Wo.)US | Erstveröffentlichung: März 1968 |
| 1968                      | White Houses –                                                   | — | — | — | US67 (8 Wo.)US | Erstveröffentlichung: November 1968 |
| 1969                      | Ring of Fire –                                                   | DE19 (1½ Mt.)DE | AT8 (1 Mt.)AT | UK35 (5 Wo.)UK | — | Erstveröffentlichung: 3. Januar 1969 |
| 1983                      | The Night –                                                      | — | — | — | US48 (10 Wo.)US | Erstveröffentlichung: August 1983 |

## Videoalben
- 1991: Finally (Dokumentation)
- 1999: Live at the Coachhouse
- 2000: The Eric Burdon Band Live
- 2003: Yes, You Can Go Home – On the Road with Eric Burdon & the Animals
- 2008: Live at the Venture Beach California (mit Robby Krieger)

## Statistik

### Chartauswertung
|                     | DE    | AT    | UK    | US     |
| ------------------- | ----- | ----- | ----- | ------ |
| Nummer-eins-Alben   | DE—DE | AT—AT | UK—UK | US—US  |
| Top-10-Alben        | DE—DE | AT—AT | UK4UK | US2US  |
| Alben in den Charts | DE6DE | AT—AT | UK5UK | US19US |

|                       | DE    | AT    | UK     | US     |
| --------------------- | ----- | ----- | ------ | ------ |
| Nummer-eins-Singles   | DE—DE | AT—AT | UK1UK  | US1US  |
| Top-10-Singles        | DE1DE | AT1AT | UK8UK  | US3US  |
| Singles in den Charts | DE8DE | AT1AT | UK15UK | US19US |

### Auszeichnungen für Musikverkäufe
| Goldene Schallplatte - Spanien - 2024: für die Single The House of the Rising Sun Platin-Schallplatte - Dänemark - 2024: für die Single The House of the Rising Sun - Italien - 2018: für die Single The House of the Rising Sun | 3× Platin-Schallplatte - Neuseeland - 2024: für die Single The House of the Rising Sun |

Anmerkung: Auszeichnungen in Ländern aus den Charttabellen bzw. Chartboxen sind in ebendiesen zu finden.
| Land/RegionAuszeichnungen für Musikverkäufe (Land/Region, Auszeichnungen, Verkäufe, Quellen) | Silber     | Gold     | Platin     | Verkäufe  | Quellen             |
| -------------------------------------------------------------------------------------------- | ---------- | -------- | ---------- | --------- | ------------------- |
| Dänemark (IFPI)                                                                              | —          | —        | Platin1    | 90.000    | ifpi.dk             |
| Italien (FIMI)                                                                               | —          | —        | Platin1    | 50.000    | fimi.it             |
| Neuseeland (RMNZ)                                                                            | —          | —        | 3× Platin3 | 90.000    | radioscope.co.nz    |
| Spanien (Promusicae)                                                                         | —          | Gold1    | —          | 30.000    | elportaldemusica.es |
| Vereinigte Staaten (RIAA)                                                                    | —          | 2× Gold2 | —          | 1.500.000 | riaa.com            |
| Vereinigtes Königreich (BPI)                                                                 | 2× Silber2 | Gold1    | 2× Platin2 | 1.420.000 | bpi.co.uk           |
| Insgesamt                                                                                    | 2× Silber2 | 4× Gold4 | 7× Platin7 |           |                     |